# Kullasjön (Reftele socken, Småland)
Kullasjön är en sjö i Gislaveds kommun i Småland och ingår i Nissans huvudavrinningsområde.